# Pettitara
× Pettitara, (abreviado Pett) en el comercio, es un híbrido intergenérico entre los géneros de orquídeas Ada x Brassia × Oncidium. Fue publicado en Orchid Rev. 91(1080) cppo: 11 (1983).